# Gladiformers 2
Gladiformers - Robôs Gladiadores 2 é um filme produzido pela Vídeo Brinquedo

## História
Luta. Perigo. Transformação. A Arena de Centuris é palco das mais brutais lutas entre potentes robôs gladiadores, os Gladiformers, que lutam para sobreviver diante das ferrenhas apostas dos Supremobots. Quando o príncipe regente, Julius Drive, é obrigado a participar das terríveis batalhas, a realidade desses carros que se transformam em robôs pode mudar. Mas para isso, Julis Drive terá que enfrentar poderosos oponentes, entre eles seu  maior rival no 
Principado, o caminhão Magnum Tutor. Com lances arriscados e emocionantes, os Gladiformers irão surpreender a todos. Lutem!